# Lukačovce
Lukačovce (em húngaro: Lukácsi) é um município da Eslováquia, situado no distrito de Humenné, na região de Prešov. Tem 7,47 km² de área e sua população em 2018 foi estimada em 450 habitantes.

## Demografia
| Ano:        | 1994 | 2004   | 2014   | 2024   |
| ----------- | ---- | ------ | ------ | ------ |
| Broj ljudi: | 502  | 507    | 465    | 443    |
| Razlika:    |      | +0,99% | -8,28% | -4,73% |

| Ano:               | 2023 | 2024   |
| ------------------ | ---- | ------ |
| Número de pessoas: | 450  | 443    |
| Diferença:         |      | -1,55% |